# Arvid Bengtsson (trädgårdsmästare)
Jöns Arvid Bengtsson, född 7 maj 1916 i Örkeneds församling, Kristianstads län, död 1 december 1993 i Nylöse församling, Göteborgs och Bohus län, var en svensk stadsträdgårdsmästare och trädgårdsarkitekt. Han var bror till Nils Bengtsson.
Bengtsson praktiserade i trädgårdar in- och utomlands 1933–1939, avlade trädgårdsmästareexamen i Alnarp 1942, praktiserade vid parkförvaltningarna i Wien och Dresden 1943 samt avlade hortonomexamen i Alnarp 1945. Han var därefter anställd i trädgårdsarkitektfirman Sven Hermelin & Inger Wedborn i Stockholm 1945–1946, på Malmö stads gatukontor 1946–1951, var stadsträdgårdsmästare i Helsingborgs stad 1951–1962 och stadsträdgårdsmästare i Göteborgs stad/kommun från 1962 till pensioneringen.